# Estação Igapó
A Estação Igapó é uma estação ferroviária integrante da Linha Norte do Sistema de Trens Urbanos de Natal, administrada pela Companhia Brasileira de Trens Urbanos (CBTU).
Está localizada na rua Siqueira Campos, bairro Igapó, na cidade de Natal, capital do Estado do Rio Grande do Norte, Brasil. Situa-se entre as estações Santa Catarina (Futura João Medeiros) e Quintas.
Foi inaugurada em 13 de junho de 1915.